# North Star Grand Prix Women
La North Star Grand Prix Woman (conocida como Nature Valley Grand Prix hasta 2013) son 2 carreras ciclistas amateur por etapas americanas disputadas en Minnesota como parte del North Star Bicycle Festival.
Fueron creadas en 1999 y forman parte del USA Cycling National Racing Calendar.

## Palmarés
| Año                    | Ganador            | Segundo                   | Tercero              |           |
| ---------------------- | ------------------ | ------------------------- | -------------------- | --------- |
| 1999                   | Odessa Gunn        |                           |                      |           |
| 2000                   | Rebecca Quinn      |                           |                      |           |
| 2001                   | Suzanne Sonye      |                           |                      |           |
| 2002                   | Laura Van Gilder   | Kimberley Langton-Davidge | Teresa Moriarty      |           |
| 2003                   | Katie Mactier      | Manon Jutras              | Karen Bockel         |           |
| 2004                   | Lyne Bessette      | Katrina Berger            | Annette Beutler      |           |
| 2005                   | Christine Thorburn | Tina Pic                  | Kori Kelley Seehafer |           |
| 2006                   | Kristin Armstrong  | Kori Kelley Seehafer      | Christine Thorburn   |           |
| 2007                   | Kristin Armstrong  | Mara Abbott               | Alex Wrubleski       |           |
| 2008                   | Kristin Armstrong  | Katharine Carroll         | Anne Samplonius      |           |
| 2009                   | Kristin Armstrong  | Shelley Olds              | Alison Powers        |           |
| 2010                   | Shelley Evans      | Evelyn Stevens            | Ruth Corset          |           |
| 2011                   | Amber Neben        | Erinne Willock            | Kristin Armstrong    |           |
| 2012                   | Carmen Small       | Emilia Fahlin             | Jade Wilcoxson       |           |
| 2013                   | Shelley Olds       | Jade Wilcoxson            | Carmen Small         |           |
| 2014                   | Carmen Small       | Alison Powers             | Leah Kirchmann       |           |
| 2015 edición cancelada |                    |                           |                      |           |
| 2016                   | Brianna Walle      | Lauretta Hanson           | Coryn Rivera         |           |
| 2017                   | Emma White         | Marlies Mejías            | Ruth Winder          |           |
| 2018 edición cancelada |                    |                           |                      |           |
| 2019                   | cancelada          | cancelada                 | cancelada            | cancelada |

## Palmarés por países
| País           | Victorias |
| -------------- | --------- |
| Estados Unidos | 15        |
| Canadá         | 2         |
| Australia      | 1         |